# Даммуз, Альбер
Альбер Даммуз (фр. Albert Dammouse; 22 октября 1848, Париж — 19 июня 1926[…], Севр) — французский художник-керамист и предприниматель, старший брат Эдуара Даммуза.

## Биография
Родился в 1848 году в семье Пьера Адольфа Даммуза (1817—1880) — художника по фарфору, работавшего на Севрской мануфактуре, ученика Антуана-Луи Бари.
С 1863 по 1868 год Альберт Даммуз учился в Высшей школе декоративных искусств в Париже. В 1868 году он поступил в Высшую школу изящных искусств в Париже, где продолжил своё обучение. Одним из его учителей был скульптор Франсуа Жуффруа. С 1868 по 1870 Даммуз работал в мастерской керамиста Марка Луи Эммануэля Солона. В 1869 году впервые выставил одну из своих работ (гипсовый бюст) на ежегодном Парижском салоне.
В 1871 году (по другим данным, только в 1892) Альбер Даммуз основал собственную мастерскую в Севре, которой руководил всю оставшуюся жизнь. Параллельно, с 1875 года он сотрудничал с художником Феликсом Бракмоном, возглавлявшим более крупную фабрику «Haviland».
В 1878 году Альбер Даммуз с успехом демонстрировал свои изделия на Всемирной выставке. В следующем году он женился на Жанне Марии Эмили Ренар, родители которой работали на Севрской мануфактуре.
В последние годы жизни Альбер Даммуз был одним из наиболее известных керамистов Франции. В 1926 году он стал командором ордена Почётного легиона. Скончался в Севре в том же году.
Работы Альбера Даммуза хранятся в коллекциях многих музеев Франции, включая Музей фарфора и керамики в Лиможе и парижский музей Орсе.

## Работы Альбера Даммуза

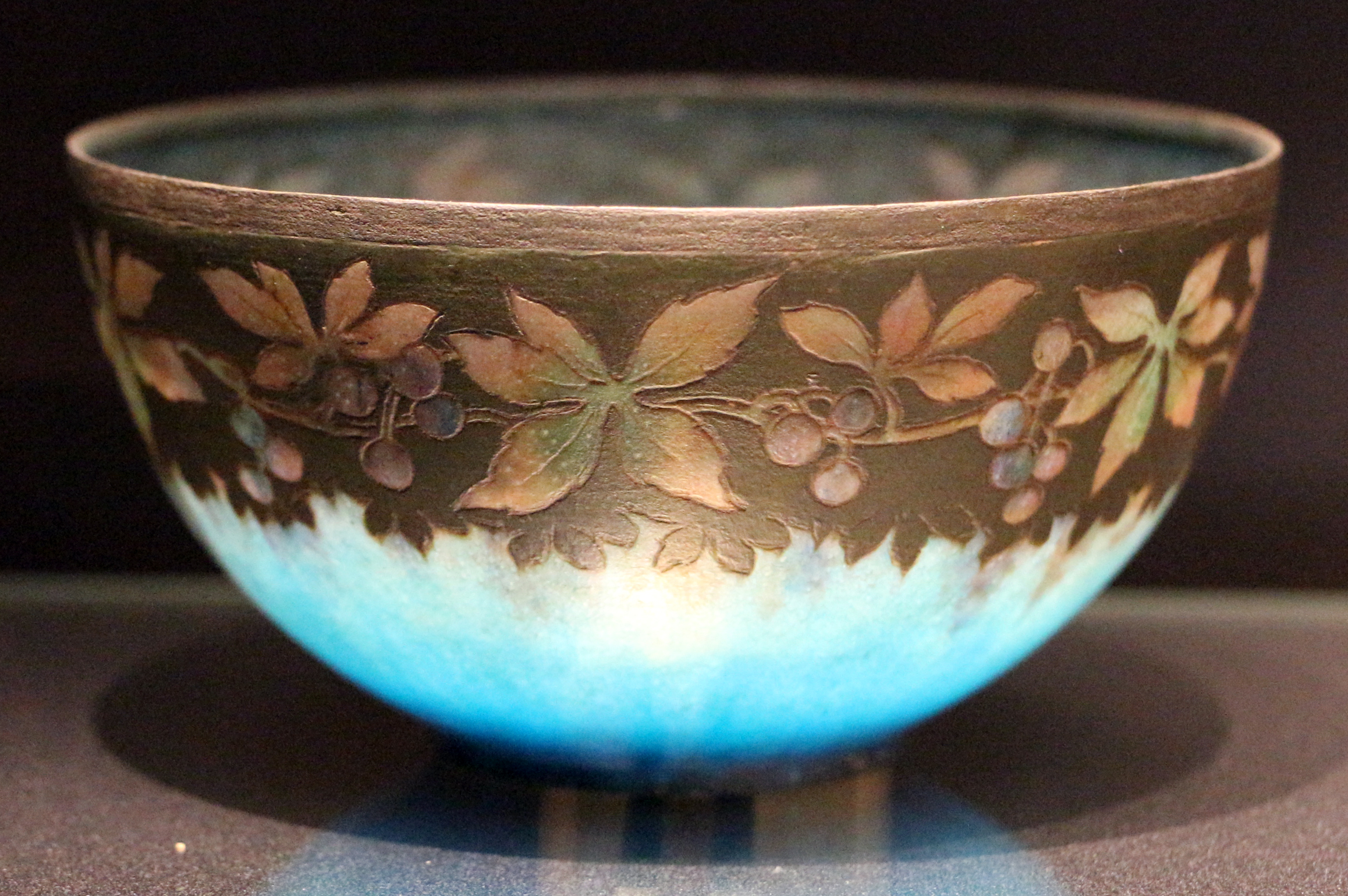
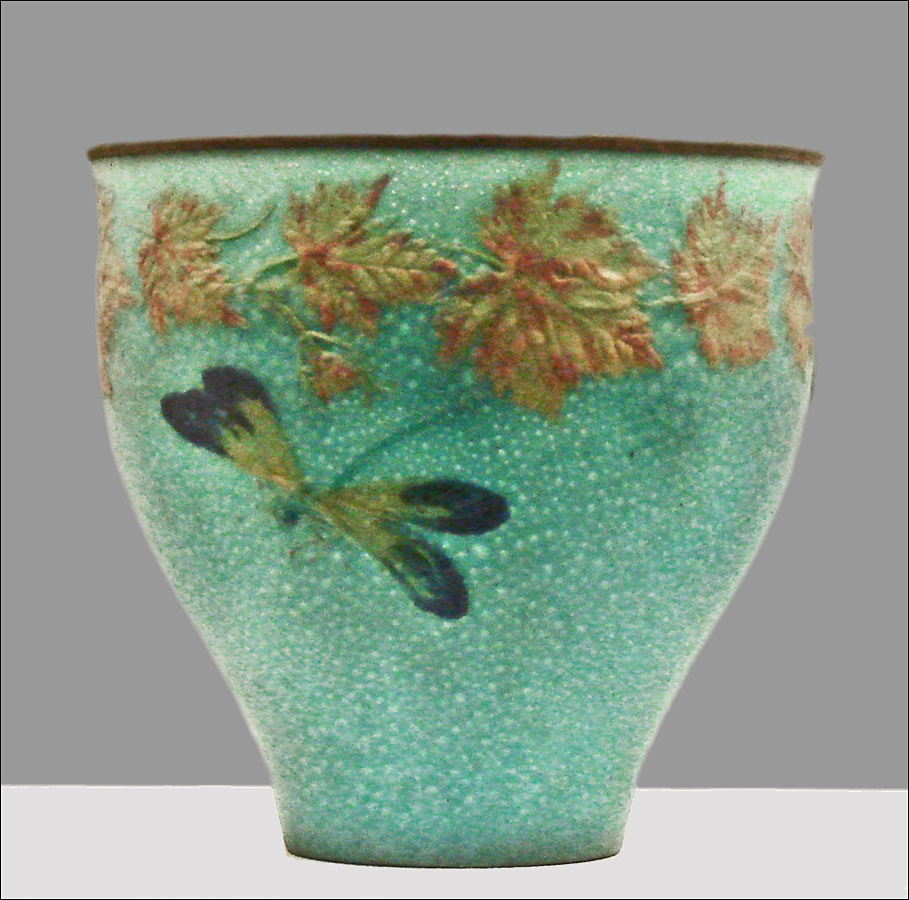
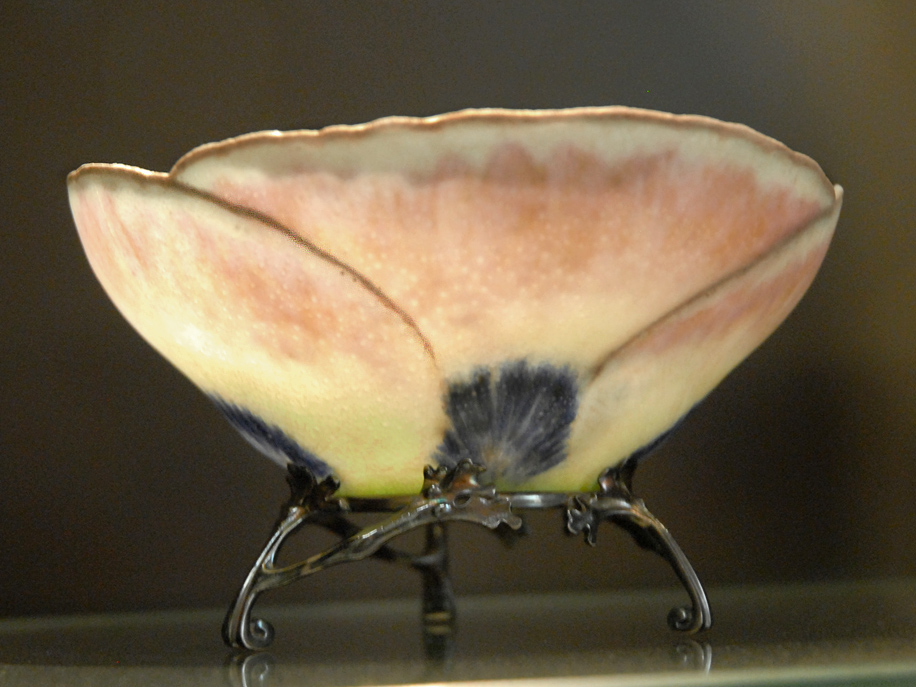
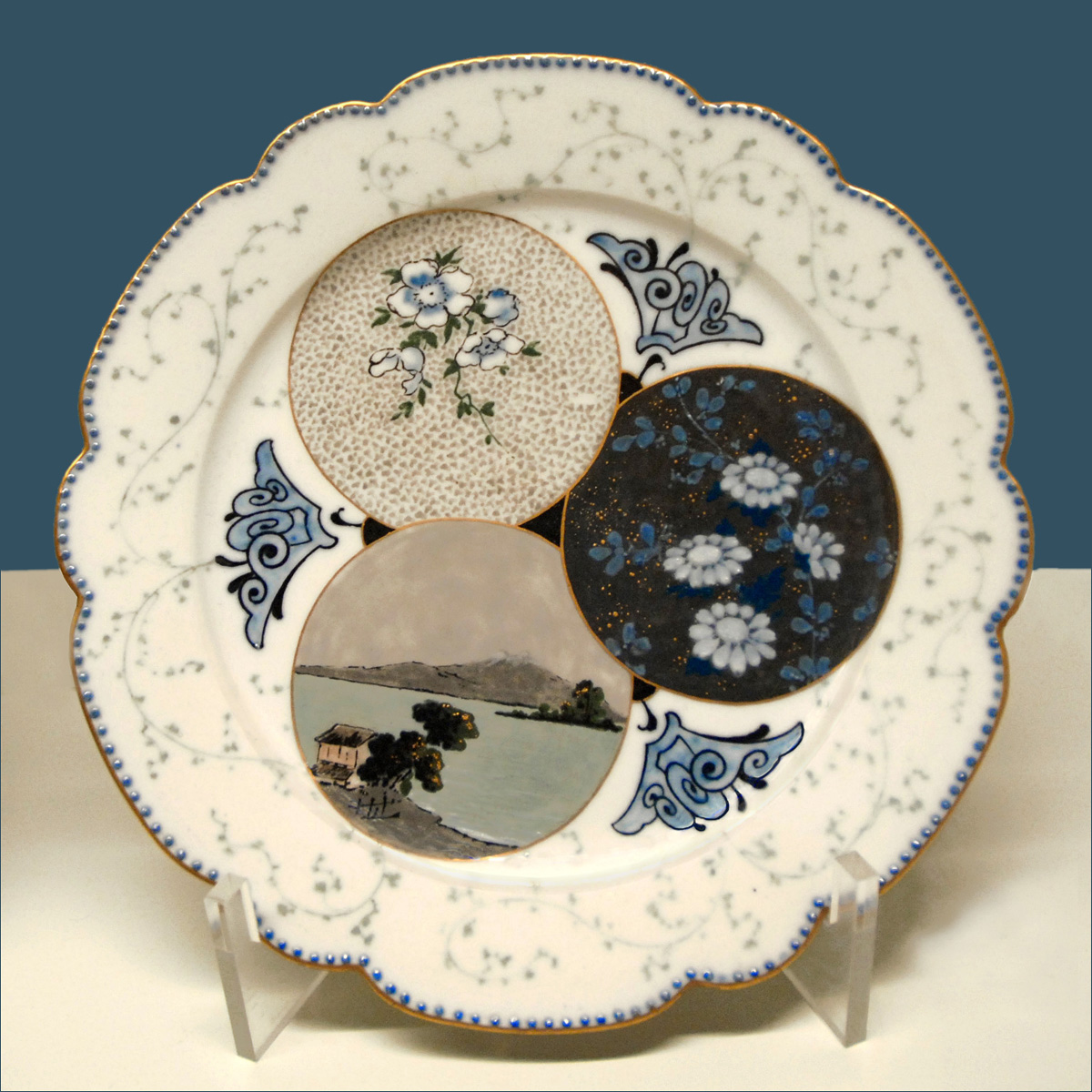
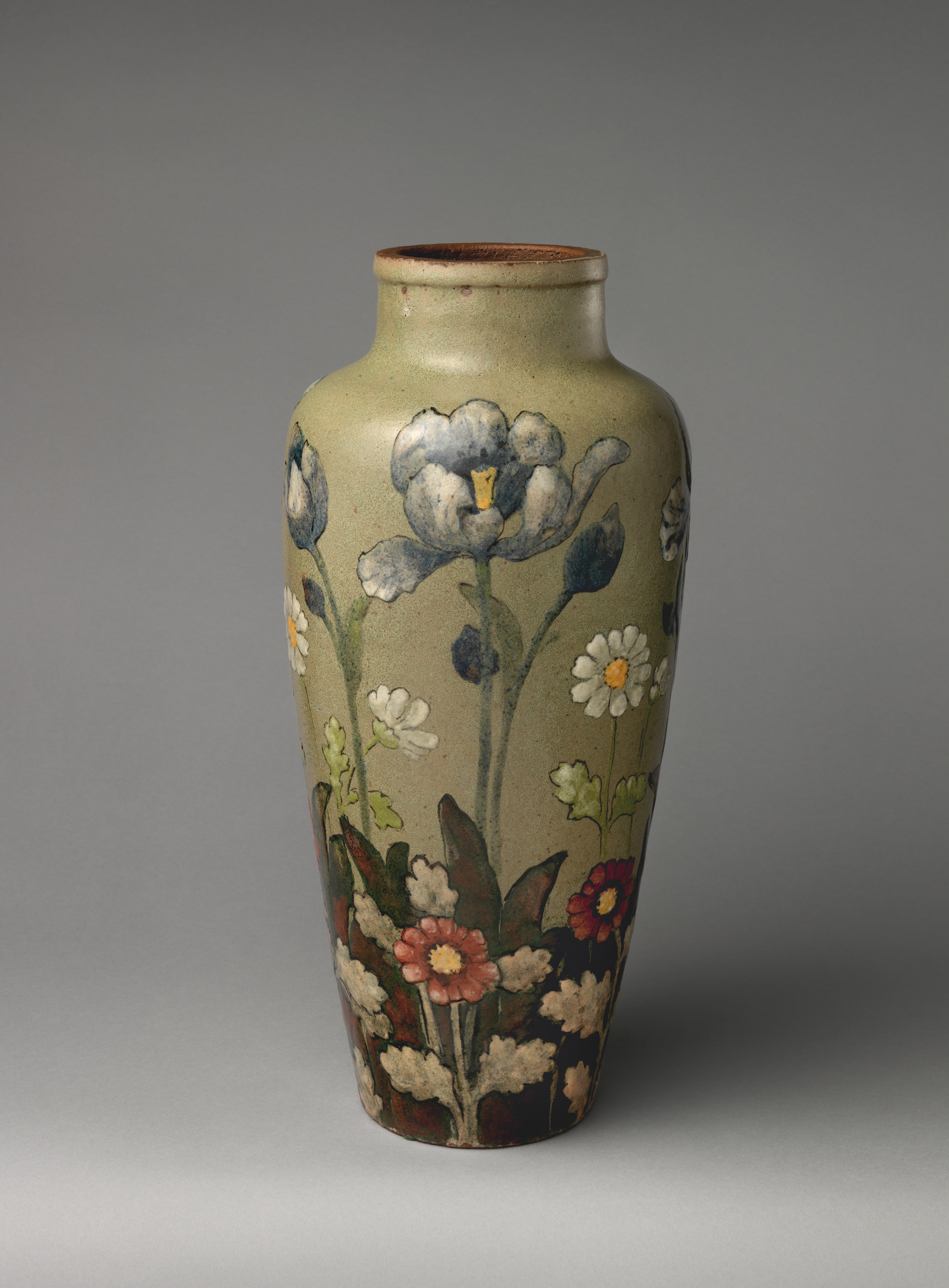
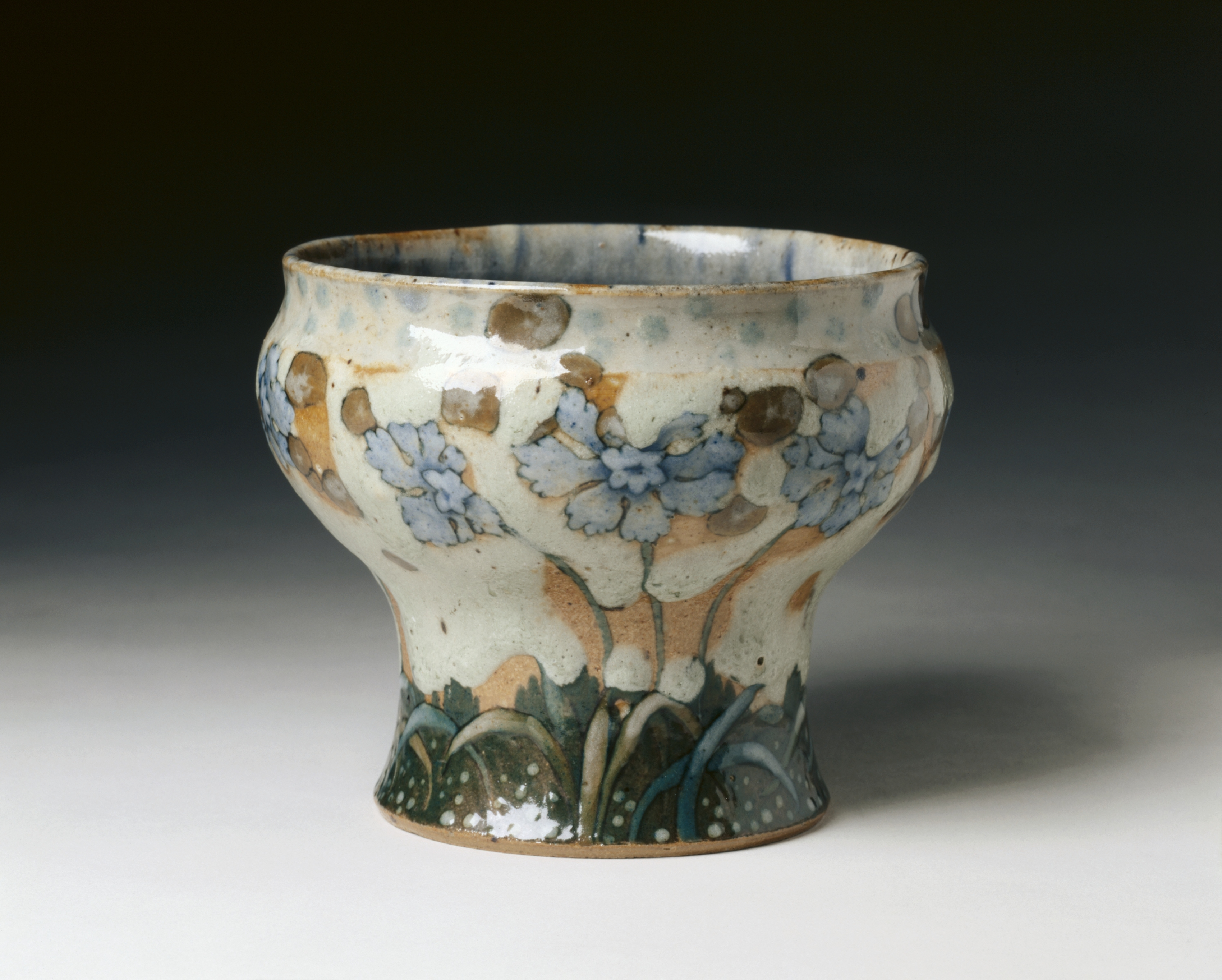